# (67979) Michelory
(67979) Michelory (2000 XS10) – planetoida z pasa głównego asteroid okrążająca Słońce w ciągu 5,51 lat w średniej odległości 3,12 j.a. Odkryta 4 grudnia 2000 roku.